# مطور ويب
مطور ويب هو مطور برمجيات أو مهندس برمجيات متخصص في تطوير تطبيقات الشبكة العنكبوتية العالمية (أو الويب)، أو تطبيقات الشبكات الموزعة التي تشغل عبر بروتوكول نقل النص الفائق (http) من خادم ويب إلى متصفح ويب.

## معايير قياسية لتطوير ويب
تضع رابطة الشبكة العالمية مجموعة من المعايير القياسية المفتوحة لتطوير ويب، هذه المعايير تعتبر أفضل تدريب عند البرمجة لويب. يساهم مطورو ويب في هذه المعايير القياسية عبر عملهم في تطوير المشاريع مفتوحة المصدر الهادفة إلى تعزيز ومعالجة تقنيات تطوير ويب.